# Annelies Moons
Annelies Moons (Keerbergen, 1989) is een Belgische radiopresentatrice. Ze werkt sinds 2013 voor Radio 1. Eerst presenteerde ze het programma Closing Time Soul, waarna ze vanaf september 2014 een dagelijks programma had onder de titel Monschau. Vanaf september 2015 presenteert Moons het muzikaal avondprogramma Wonderland waarna ze in februari 2018 Culture Club voor haar rekening neemt.
Van begin 2018 tot 2021 runde ze samen met haar man Niels Boutsen (beter bekend als singer-songwriter Stoomboot) de koffiebar buchbar in Antwerpen.
Moons werkte tijdens haar studententijd bij Radio Scorpio in Leuven. Daar begon ze eerst bij de nieuwsdienst, maar al snel stond ze achter de microfoon. Na een tijdje kreeg ze haar eigen programma. Eerst Dafalgan, en toen ook Bookers. In dat laatste legde ze een link tussen haar twee grote liefdes: boeken en muziek.
De nationale zender Studio Brussel pikte Moons op als nieuwe stem voor The Wild Bunch, een programma waar regelmatig nieuwe talenten worden gelanceerd. Om haar talent verder te ontwikkelen, vatte ze een radio-opleiding aan aan het RITS in Brussel. Later volgde ook een kortstondige carrière bij XL Air. Een schoolstage bij Radio 1 zorgde er uiteindelijk voor dat ook die zender haar stem ontdekte. Vanaf september 2013 mocht zij hier een programma over soulmuziek maken in Closing Time Soul. In september 2014, bij een grote hervorming van de zender, kreeg Moons haar eigen programma, Monschau. Bij een nieuwe herprogrammering in september 2015 werd dat programma vervangen door Ayco. Waarna Moons het programma Wonderland presenteerde op weekdagen van 20 u tot 23 u.
In februari 2018 verhuist ze naar Culture Club waar ze Sofie Lemaire vervangt.